# Joe Alexander (Rekordhalter)

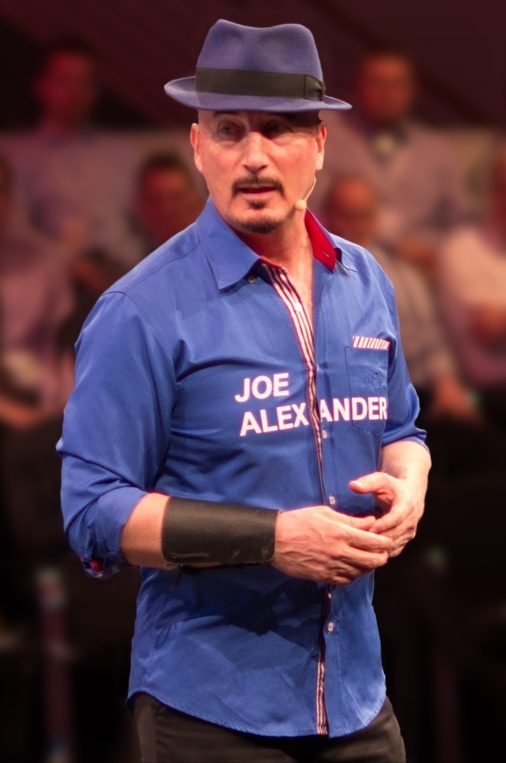
Extremcoach Joe Alexander

Joe Alexander (bürgerlich Josef Ragotzki) ist ein Weltrekordhalter und Coach.

## Leben
Alexander wuchs in Hamburg auf, nachdem er als Kind ohne seine Eltern aus dem Libanon nach Deutschland geflohen war.
1977 begann er mit der Kampfkunst Taekwondo und schloss seine Ausbildung als Schornsteinfeger ab. Ab 1982 lebte er in Kalifornien. Nach einem dreijährigen Aufenthalt in den USA und mehreren Fernsehauftritten als Joe Al Star kehrte er wieder zurück nach Deutschland. Neben Einladungen zu Fernsehshows und sportlichen Erfolgen stellte er 1991 auf der FIBO „Jaacro“ vor, eine von ihm erfundene neue Sportart, bei der Fitness, Tanz, Musik und Lebenseinstellung aus asiatischen und westlichen Kulturen verschmelzen. Seit 2004 ist er als Coach tätig. Dabei coacht er Sportler in Vorbereitung auf Rekordversuche, beispielsweise coachte er die Taekwondo-Sportlerin Palina Glebova vor Bruchtestversuchen.
In den weiteren Jahren folgten mehrere Fernsehauftritte, zum Beispiel bei Wetten, dass..?, im ZDF-Fernsehgarten, in der Guinness-Show und anderen. Für die Jahre 2012, 2013 und 2014 ist Alexander mit jeweils zwei verschiedenen Weltrekorden im Guinness-Buch der Rekorde vertreten. Am 16. Oktober 2013 erschien Alexanders erstes Buch des Genres der Lebenshilfe & Persönlichkeitsentwicklung.

## Rekorde

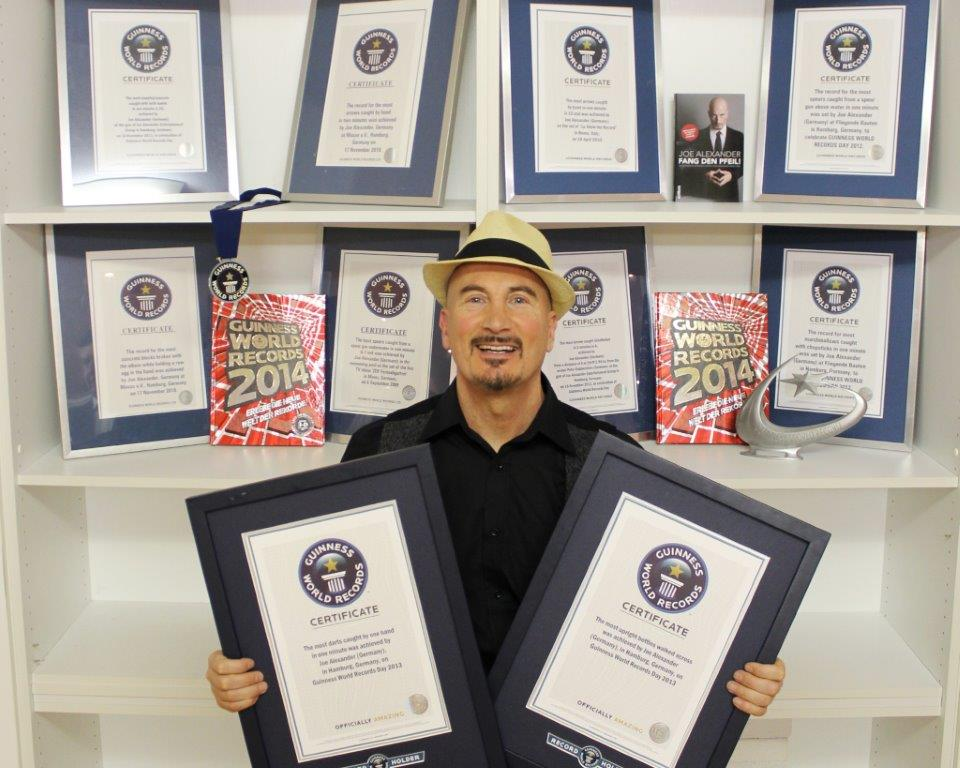
Joe Alexander beim Guinness World Records Day 2013 in Hamburg

Insgesamt hält Joe Alexander 51 Weltrekorde. Zum Beispiel:
2001 fing Alexander in zwei Minuten mit der bloßen Hand sechs fliegende Pfeile und stellte damit seinen ersten Rekord auf.

Am 11. November 2010 gelang ihm während des Guinness World Records Tags 2010 der Rekord von 43 innerhalb von zwei Minuten mit der Hand gefangenen Pfeilen (der vorherige Rekord lag bei 36). Auch zerschlug er an diesem Tag mit seinem Ellbogen 24 Betonblöcke, während er ein rohes Ei in der Hand hielt. Damit brach er den vorherigen Rekord (14 Blöcke).

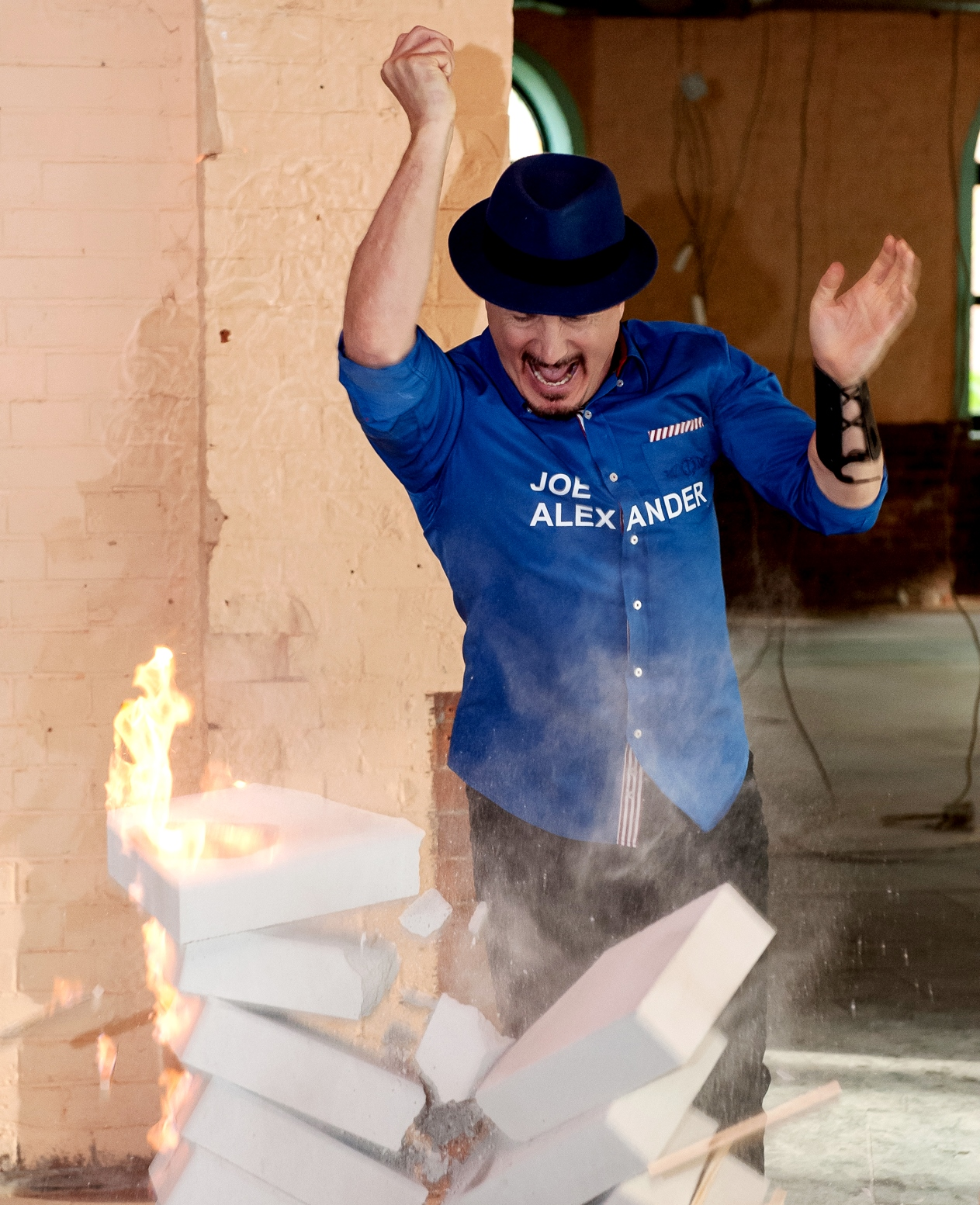
Ellenbogen-Bruchtest-Weltrekord 2014

Am 16. November 2011 fing Alexander mit verbundenen Augen vier Pfeile des Bogenschützen Peter Dubberstein innerhalb von zwei Minuten.
Am 14. November 2012 fing er in einer Minute mit Essstäbchen 15 Marshmallows, die ihm von einem Werfer aus zwei Metern Entfernung zugeworfen wurden.
Am 14. November 2013 fing er in einer Minute 16 Dartpfeile mit der Hand, die ihm von einem Werfer aus vier Metern Entfernung zugeworfen wurden.
Am 14. November 2013 lief Alexander über 60 aufrecht und frei stehende leere Sektflaschen. Dabei überbot er den Rekord der Zirkus-Artistin Chelsea McGuffin, der bei 51 Flaschen lag.
Am 29. November 2014, auf der B2B Nord Messe, warf Joe Alexander in 2 Minuten 14 Bücher aufrecht in ein Regal.
Am 6. April 2015, beim Radio Hamburg Oster-Marathon in Hamburg, dirigierte Joe Alexander 2.947 Menschen bei dem Rekord „meiste Personen beim Summen eines Laserschwert-Sounds“.

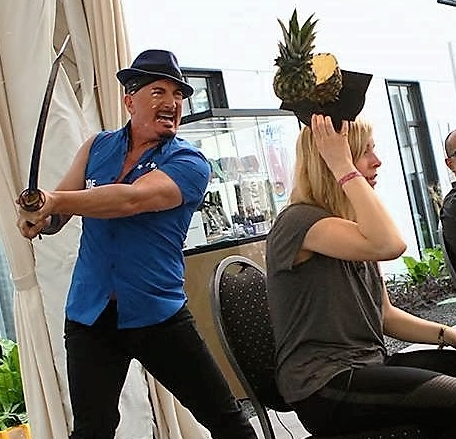
Ananas-Samurai-Weltrekord 2015

Am 5. November 2015, beim RID-Rekordtag in Berlin, zerteilte Joe Alexander 12 Ananasfrüchte horizontal mit dem Samuraischwert, auf den Köpfen der Teilnehmer.
Am 4. Januar 2016 fing Joe Alexander 14 Harpunenpfeile aus der Luft.
Am 19. November 2020 stellte Alexander vier weitere Rekorde beim Tag der Weltrekorde in Hamburg auf. Unter anderem zerschnitt er in 30 Sekunden 21, auf den Köpfen von Menschen platzierte Ananasfrüchte mit einem Samuraischwert in jeweils drei Teile. 
Am 17. November 2022 stellte er weitere vier Rekorde auf. Unter anderem fing er zwölf Pfeile im Sprung mit der Hand und stapelte neun Pylonen per Wurf aus drei Metern Entfernung übereinander.

## Stuntkoordinator
Joe Alexander gründete 2001 die „Stunt Fighter-Academy“. Alexander war langjähriger Stuntkoordinator bei den Karl-May-Festspielen sowie bei der Müritz-Saga in Waren.
Auch hatte er Engagements bei den Columbia Pictures, den Universal Studios, für den Broadway und Las-Vegas-Shows. 2002 war er Choreograf und Produzent des Kurzfilms „X-itus“ und führte auch Regie. 2007 folgten die Kurzfilme „Tears of a Samurai“ und „Sharky“, bei denen Alexander ebenfalls Regie führte. 2012 arbeitete Joe Alexander als Stuntkoordinator in der türkischen Abenteuer-Kinoproduktion Karaoğlan.
Heute führt Alexander eine eigene Firma, mit der er Coaching anbietet.

## Sportliche Laufbahn
Zu Alexanders sportlicher Laufbahn zählen mehrere Medaillengewinne bei den Deutschen Meisterschaften im olympischen Taekwondo im Zeitraum von 1977 bis 1982. Im Jahr 1981 wurde er Deutscher Meister in der Klasse bis 60 kg. 2019 bestand er die Schwarzgurtprüfung zum 5. Dan Meistergrad.
Alexander entwickelte die Sportart Jaacro, eine Art „Kampfsport-Aerobic“, welche mittlerweile nicht mehr praktiziert wird. Die Sportart vereinte Tanz, Kampfsport und meditative Elemente und war nach Joe Alexander benannt: „Joe Alexander Aesthetic Creativity Originality“.

## Samuel Koch, „Wetten, dass…?“
Seit Anfang 2010 arbeiteten Samuel Koch und Joe Alexander zusammen. Aus der Zusammenarbeit entstanden u. a. diverse Wett-Ideen für „Wetten, dass..?“, welche von Joe Alexander der „Wetten dass..?“-Redaktion vorgestellt wurden. Im Sommer 2010 wurde die „Sprungstelzen-Wette über Autos“ vom ZDF endgültig favorisiert. Nach diversen Tests folgte am 1. Oktober 2010 in der Olympiahalle München unter der Aufsicht der „Wetten dass..?“-Redaktion, Produktion und Regie ein erfolgreicher Test der „Sprungstelzen-Wette“, bei dem Schaumstoffpolster zur Sicherheit auf den Autos verwendet wurden. 
Fünf Wochen vor dem Fernsehauftritt stellte Samuel auf eigenen Wunsch ein neues Team zusammen. Am 4. Dezember 2010 versuchte Samuel Koch seine Wette: mit den Powerjumpern fahrende Autos im Salto zu überspringen. Er stürzte und verletzte sich dabei schwer. Nach Einschätzung seines Ex-Coaches Joe Alexander war Samuel Koch kein zu hohes Risiko eingegangen. „Die Wette war machbar und sie war auch nicht gefährlicher als vieles, was man im Fernsehen sieht“, sagte er dem Internet-Branchendienst Meedia. Auch äußerte er sich kritisch darüber, dass Samuel Koch mit Thomas Gottschalk und Michelle Hunziker vorher ein Interview führte und dass das Fahrzeug entgegen vorhergehenden Entscheidungen nicht von einem professionellen Stunt-Fahrer geführt wurde, sondern von seinem Vater. Er sagte in der Sendung „Leute“ mit Wolfgang Heim: „Kein Stuntman der Welt würde ein Interview führen vor einem gefährlichen Stunt“.

## Soziales Engagement
Seit 2011 unterstützt Joe Alexander den Verein „alma terra“, der mithilfe von Spendengeldern Glücksoasen in Form von Spiel- und Sportplätzen in Krisenregionen baut. Am 20. Mai 2013 eröffnete Joe Alexander als Schirmherr die erste „alma terra Spielplatz-Olympiade“ in Hamburg.
Alexander ist Botschafter der PWS Child Foundation. Am 11. November 2009 brach er im Rahmen des World Guinness Day 2009 seinen damaligen Rekord im „Ellenbogen-Bruchtest mit Ei“ und widmete seine neuen Rekorde der PWS Child Foundation. Das Ziel der Child Foundation ist es, deutsche Kinderkrankenhäuser und Kinderheime mit gesundem Wasser durch PWS-Wasseraufbereitungsgeräte zu unterstützen. Das erste Gerät übergab Alexander als Geschenk an ein Kinderheim in Hamburg-Harburg, in dem er als Kind selbst gelebt hatte.